# Episodi di Moesha (quinta stagione)
La quinta stagione della serie televisiva Moesha è stata trasmessa in anteprima negli Stati Uniti d'America dalla UPN tra il 23 agosto 1999 e il 22 maggio 2000.
| nº | Titolo originale                   | Titolo italiano | Prima TV USA      | Prima TV Italia |
| -- | ---------------------------------- | --------------- | ----------------- | --------------- |
| 1  | Good Vibrations?                   |                 | 23 agosto 1999    |                 |
| 2  | Fired Up                           |                 | 30 agosto 1999    |                 |
| 3  | The Party's Over (Here)            |                 | 6 settembre 1999  |                 |
| 4  | Mis-directed Study                 |                 | 13 settembre 1999 |                 |
| 5  | Not My Pumpkin                     |                 | 20 settembre 1999 |                 |
| 6  | Just Above My Head                 |                 | 4 ottobre 1999    |                 |
| 7  | A Den Is a Terrible Thing to Waste |                 | 18 ottobre 1999   |                 |
| 8  | Isn't She Lovely?                  |                 | 8 novembre 1999   |                 |
| 9  | Unappreciated Interest             |                 | 15 novembre 1999  |                 |
| 10 | Thanksgiving                       |                 | 22 novembre 1999  |                 |
| 11 | To Sleep, Perchance to Dream       |                 | 6 dicembre 1999   |                 |
| 12 | He Doth Protest Too Much           |                 | 3 gennaio 2000    |                 |
| 13 | Let's Talk About Sex               |                 | 24 gennaio 2000   |                 |
| 14 | Secrets & Lies                     |                 | 7 febbraio 2000   |                 |
| 15 | Color Him Father                   |                 | 14 febbraio 2000  |                 |
| 16 | Family Affair                      |                 | 21 febbraio 2000  |                 |
| 17 | The Matchmaker                     |                 | 20 marzo 2000     |                 |
| 18 | Gimme a Break                      |                 | 10 aprile 2000    |                 |
| 19 | Something About Moesha             |                 | 1º maggio 2000    |                 |
| 20 | The Robbing Hood                   |                 | 8 maggio 2000     |                 |
| 21 | Arriving Right on Q                |                 | 15 maggio 2000    |                 |
| 22 | D-Money Loses His Patience         |                 | 22 maggio 2000    |                 |